# Jong-Shi Pang
Pour les articles homonymes, voir Pang (homonymie).
Jong-Shi Pang (né au Viêt Nam)  est un mathématicien américain qui s'occupe d'optimisation mathématique et de recherche opérationnelle. 

## Formation et carrière
Pang a reçu son bachelor de l'université nationale de Taïwan en 1973 et son doctorat de l'université Stanford sous la direction de Richard Cottle (de) en 1977 avec une thèse intitulée « Least Element Complementary Theory ». Il était à l'université du Texas à Dallas, à l'université Carnegie-Mellon, a été professeur à l'université Johns-Hopkins et à l'Institut polytechnique Rensselaer, et depuis 2007 il est professeur Caterpillar à l'université de l'Illinois à Urbana-Champaign à la Faculté d'ingénierie des systèmes industriels et d'entreprise et est professeur à la Viterbi School of Engineering de l'université de Californie du Sud (Faculté de génie industriel et des systèmes) depuis 2013. 

## Travaux
Il traite entre autres du problème de complémentarité non linéaire et linéaire, de la théorie des jeux, de la programmation d'équilibre, c'est-à-dire des tâches d'optimisation dans lesquelles les ressources compétitives doivent être équilibrées. 

## Prix et distinctions
- 1994: Prix Frederick W. Lanchester[3] avec Edward Kaplan (en), Richard Cottle (de) et Richard Stone.
- 2003: Prix George-B.-Dantzig
- depuis 2009: SIAM -Fellow
- 2014 : Best Publication Award in Energy avec Jinye Zhao et Benjamin F. Hobbs de l'Université Johns Hopkins, pour “Long-Run Equilibrium Modeling of Emissions Allowance Allocation Systems in Electric Power Markets,” Operations Research, May-June 2010, Vol. 58(3):529-548[4].
- 2019: Prix de théorie John-von-Neumann conjointement avec Dimitris Bertsimas

## Publications
- avec R.W. Cottle, R.E. Stone: « The Linear Complementarity Problem », Academic Press 1992, SIAM 2009.
- avec Francisco Facchinei: « Finite-dimensional variational inequalities and complementarity problems », 2 volumes, Springer Verlag 2003.
- avec Zi-Quan Luo, Daniel Ralph: « Mathematical Programs with Equilibrium Constraints », Cambridge University Press 1996.
- avec P.T. Harker: « Finite-dimensional variational inequality and nonlinear complementarity problems: a survey of theory, algorithms and applications », Mathematical Programming, Volume 48, 1990, pp. 161-220.
- avec Michael C. Ferris: « Engineering and economic applications of complementarity problems », SIAM Review, Volume 39, 1997, pp. 669-713.
- avec Benjamin F Hobbs, Carolyn B Metzler: « Strategic gaming analysis for electric power systems: An MPEC approach », IEEE Transactions on Power Systems, Volume 15, 2000, pp. 638-645.
- avec G. Kunapuli, K. Bennett, J. Hu: « Bilevel model selection for support vector machines », dans P. Pardalos, P. Hansen: Data Mining and Mathematical Programming, Centre de Recherches Mathematiques CRM Proceedings and Lecture Notes 45, 2008, p 129 --158.
- avec F. Facchinei: « Nash equilibria: The variationational approach », dans Y. Eldar, D. Palomar (Rédacteur), Convex Optimization in Signal Processing and Communications, Cambridge University Press, 2009, pp. 443 - 493.
- avec J. Shen: « Linear complementarity systems: Zeno states », SIAM Journal on Control and Optimization, Volume 44, 2005, pp. 1040-1066.
- Editeur avec Michael Ferris: « Complementarity and variational problems : state of the art », SIAM 1997
- Rédacteur en chef avec Ferris, Olvi Mangasarian (de) : « Complementarity : applications, algorithms, and extensions », Kluwer 2001.
- Jong-Shi Pang (éditeur), Computational optimization: a tribute to Olvi Mangasarian, Volume 1, Springer, 1999, 273 p. (ISBN 0-7923-8480-6, lire en ligne)